# يوشيمي إيواساكي
يوشيمي إيواساكي (باليابانية: 岩崎良美؛ بالكانا: いわさき よしみ) هي مغنية وممثلة يابانية، ولدت في 15 يونيو 1961 في كوتو في اليابان.

## وصلات خارجية
- الموقع الرسمي
- يوشيمي إيواساكي على موقع IMDb (الإنجليزية)
- يوشيمي إيواساكي على موقع ميوزك برينز (الإنجليزية)
- يوشيمي إيواساكي على موقع أول ميوزيك (الإنجليزية)
- يوشيمي إيواساكي على موقع ديسكوغز (الإنجليزية)
- يوشيمي إيواساكي على موقع ANN person (الإنجليزية)